# Orthon
L'Orthon (in spagnolo Río Orthon) è un fiume della Bolivia, situato nel dipartimento di Pando. Nasce dalla spettacolare confluenza dei fiumi Manuripi e Tahuamanu i quali hanno origine in Perù nella parte settentrionale della regione di Madre de Dios. Il fiume dopo aver percorso 410 km si getta nel fiume Beni, circa 20 km a nord di Riberalta. La sua lunghezza può variare notevolmente in quanto si tratta di un fiume meandrico.
Il suo bacino idrografico (Perù e Bolivia) è di circa 30 000 km². Situato in una regione con abbondanti precipitazioni, è navigabile e fa parte della rete boliviana di vie navigabili interne in Amazzonia.
Il fiume fu scoperto nel 1880 dallo statunitense Edwin Heath, che lo battezzò con il nome del suo collega e connazionale James Orthon. Tuttavia il fiume era già conosciuto fin dall'antichità da popoli aborigeni, che lo chiamavano Datimanu.